# 丘美丈二郎
丘美丈二郎（おかみ じょうじろう；Joujirou wolf，1918年10月31日─2003年12月11日），本名為兼弘正厚，為日本著名的小說家，出生於大阪，曾加入日本帝國海軍及日本航空自衛隊服役，著作的許多偵探小說以及科幻小說，他的多部科幻作品，在當時經東寶公司製作成電影。

## 小說作品
- 《翡翠荘綺談》(1949年)──宝石C級短編コンクール 三席入賞
- 《勝部良平のメモ》(1950年)──宝石B級中編コンクール 二席入賞
- 《二十世紀的怪談》（二十世紀の怪談 ）
- 《鉛の小函》(1954年)──榮獲偵探小說家クラブ新人獎
- 《地球防衛軍》（地球防衛軍）(1957年)──1957年電影「地球防衛軍」原作
- 《宇宙大戰爭》（宇宙大戦争）(1959年)──1959年電影「宇宙大戰爭」原作
- 《妖星哥拉斯》（妖星ゴラス）(1962年)──1962年電影「妖星哥拉斯」原作
- 《スペース・モンス》(1964年)──1964年電影「宇宙大怪獸德古拉」原作